# Litai
Litai (kinesiska: 李台镇, 李台) är en köping i Kina. Den ligger i provinsen Shandong, i den östra delen av landet, omkring 130 kilometer sydväst om provinshuvudstaden Jinan. Antalet invånare är 35814. Befolkningen består av 17 485 kvinnor och 18 329 män. Barn under 15 år utgör 19,0 %, vuxna 15-64 år 70 %, och äldre över 65 år 9,0 %.
Genomsnittlig årsnederbörd är 670 millimeter. Den regnigaste månaden är juli, med i genomsnitt 208 mm nederbörd, och den torraste är januari, med 4 mm nederbörd.